# NGC 5765
NGC 5765 (również UGC 9554) – zderzenie galaktyk spiralnych znajdujące się w gwiazdozbiorze Panny. Odkrył je John Herschel 24 kwietnia 1830 roku. W Katalogu Głównych Galaktyk galaktyki te noszą indywidualne oznaczenia PGC 53011 i PGC 53012. Bywają też nazywane NGC 5765A i NGC 5765B, jednak w wyniku braku standaryzacji nazewnictwa różne katalogi i bazy danych używają tych nazw zamiennie. PGC 53012 jest galaktyką aktywną.